# Pere Mas i Pujol
Pere Mas i Pujol (Térmens, 24 de maig de 1943) és un exfutbolista català de la dècada de 1960.

## Trajectòria
Jugava a la posició d'interior dret. Jugà al juvenil de l'AD Térmens, des d'on fou fitxat pel FC Barcelona. Jugà a l'equip Amateur del Barça, passant el 1962 al primer equip. Durant aquests anys fou campió de Catalunya juvenil l'any 1960 i amateur el 1961. Al primer equip del Barça gairebé no disposà de minuts, jugant un únic partit de lliga la temporada 1966-67. Inclosos els amistosos, jugà 21 partits en els quals marcà 8 gols i aconseguí el títol de la Copa de Fires la temporada 1965-66. Fou cedit al filial, CD Comtal, Racing de Santander i novament al Comtal, on fou campió de Tercera, ascendint a Segona Divisió. El 1967 fitxà pel CA Osasuna, on patí un descens, i la següent temporada ingressà al Reial Múrcia CF, on destacà força. Acabà la seva carrera al Pontevedra CF de Segona Divisió i al Llevant UE. El seu darrer club fou el CE Oliana. El dia 8 de desembre de 1966 disputà un partit benèfic amb la selecció catalana de futbol.

## Palmarès
- Copa de Fires:
  - 1965-66